# Гриднев, Вадим Алексеевич
Вадим Алексеевич Гриднев (род. 29 сентября 1972, г. Горловка, Донецкая область, Украинская ССР, СССР) — российский военнослужащий, Герой Российской Федерации, гвардии полковник ВДВ России.

## Биография
Вадим Алексеевич Гриднев родился 29 сентября 1972 года в Горловке Донецкой области.
Детство провёл в селе Воронцовка Знаменского района Тамбовской области. В 1989 году окончил Воронцовскую среднюю школу, работал тренером в ДЮСШ, занимался парашютным спортом в школе ДОСААФ в Тамбове. В 1990—1994 годах обучался в Рязанском высшем воздушно-десантном командном училище. Участник боевых действий в Чечне в 1994—1996 годах, командир разведгруппы 45-го отдельного полка специального назначения ВДВ, был дважды ранен. В 1997—1998 годах в составе миротворческого контингента ВС РФ находился в Югославии. С осени 1999 года находился в третьей командировке в Чечне.
Указом Президента Российской Федерации от 4 мая 2000 года гвардии майору Гридневу Вадиму Алексеевичу присвоено звание Героя Российской Федерации «за мужество и героизм, проявленные в ходе контртерористической операции в Северо-Кавказском регионе».
Награждён двумя орденами Мужества, орденом «За военные заслуги», медалью «За отвагу».
27 декабря 2009 торжественно, с воинскими почестями, Вечный огонь перенесли от могилы Неизвестного Солдата у стен Кремля к Мемориалу воинской славы на Поклонной горе. Право зажечь огонь у мемориала Воинской славы получили глава московского городского совета ветеранов войны Владимир Долгих и Герой России, подполковник Вадим Гриднев.
В 2010 году возглавлял парадный расчёт 45 отдельного разведывательного полка специального назначения ВДВ на параде Победы в Киеве.
А в 2011 году возглавлял парадный расчёт 45 отдельного разведывательного полка специального назначения ВДВ на Параде Победы в Москве.